# 環 (武器)
環，是一種中國古代的兵器，又稱作圈、輪，用金屬製成的圓環，造型與環刃相似，可單使，也能雙使，環圈外緣有些帶鋒刃，有些則是鈍器。主要技法有輪、砸、套、帶、格、壓等，也常出現在武俠小說之中。

## 武術
環作為兵器，在民間武術界被使用跟研創招式套路，如少林寺、太極拳跟崆峒派、木蘭拳等皆有相關的器械武術。
《少林兵器總譜祕本》收錄了少林寺慣用的幾種環：
1. 如意圈，內徑七寸五分，清末如淨法師善於此器，外緣無鋒刃。
2. 日月乾坤圈，又名金剛圈，內徑長八寸四分，外徑九寸六分，內月牙口徑八寸一分，明朝的可改，可政精於此器，歷代武僧多有習練。
3. 乾坤烏鱉圈，兩大刺長一尺八寸，內徑九寸，兩子戟長三寸，兩小刺長一寸五分，明朝的廣順和尚擅長此器。
4. 日月風火圈，又名雙手如意圈，內徑七寸二分，寬七分五厘，內戟長四寸二分，兩小輪圈內徑六分，外徑一寸八分，明朝的洪榮法師擅長此器。
5. 乾坤烏龜圈，內徑六寸，戟長七寸八分，刺長三寸，手把高四寸五分，明朝的玄敬法師擅長此器。

太極拳也有雙環的套路，其套路的編排是在傳統太極拳、劍、刀的基礎上推演出。
崆峒派的风火五行轮，圆环边缘上焊接有五个风火刃，风火刃的长度为10厘米，内圆月牙刀用两条钢筋焊接在圆环上，圆环上有四个环形刃。使用时两手各握一个风火五行轮，可以防守和进攻，也可以飞掷风火五行轮远距离杀伤敌人，也可以使用绳索牵引掷出和收回，使之具有更强的攻击性。

## 文學作品
作家古龍的武俠小說七種武器《多情環》中就有提到多情環這種兵器、《多情劍客無情劍》中的大反派上官金虹便是以龍鳳金環為兵器。
作家黃易的武俠小說《覆雨翻雲》中重要女反派翠袖環單玉如便用一對玉環為兵器，《邊荒傳說》中兩湖幫幫主聶天還也以奇門兵器天地明環名震天下，位列「外九品高手」榜中第二。

## 來源
1. ↑  .   [2022-12-10]. （原始内容存档于2022-12-10）.
2. ↑  .   [2022-12-10]. （原始内容存档于2022-12-10）.